# إيمباري (إهيمه)
مدينة إيمباري (بالإنجليزية: Imabari)‏ هي أحد المدن التابعة لولاية إهيمه. تأسست رسميًا في 16/01/2005. ويقدر عدد سكانها بـ 170986 نسمة حسب تقدير مكتب الإحصاء الياباني لعام 2012. تبلغ مساحة إيمباري 419.85 كم2. بكثافة سكانية تبلغ 407 نسمة/كم2.

## توأمة
لإيمباري (إهيمه) اتفاقيات توأمة مع كل من:
- أونوميتشي
- ماروغامه

## أعلام
- يويا ايمورا
- ريوسوكي أوتشي
- كازنوري كان
- سيإيإيتشي تاماكي
- كانتا كوندو